# Dietrich Hermann Hegewisch
Dietrich Hermann Hegewisch (né le 15 décembre 1746 à Quakenbrück, mort le 4 avril 1812) est un historien allemand.

## Biographie
Hegewisch étudie la théologie et l'histoire à l'université de Göttingen. Après ses études, il enseigne en pratique privée, puis devient éditeur d'un journal à Hambourg. De 1782 à 1812, il est ordentliche Professur (professeur ordinaire) d'histoire à l'université de Kiel.
En 1805, il est nommé Etatsrat par la monarchie danoise.
Il est le père du journaliste politique Franz Hermann Hegewisch (1783-1865).

## Œuvres
Hegewisch est un auteur prolifique qui a publié sur plusieurs sujets. Son Einleitung in die historische Chronologie de 1811 (Introduction à la chronologie historique) a été traduite en anglais en 1837. Voici d'autres œuvres :
- Geschichte Karls des Großen, 1777. (biographie de Charlemagne)
- Geschichte der fränkischen Monarchie, 1779. (description de la monarchie française)
- Geschichte der Deutschen von Konrad I bis Heinrich II (histoire du Saint-Empire romain germanique, de Conrad II le Salique à Henri II du Saint-Empire)
- Geschichte der Regierung Maximilians I (histoire du gouvernement de Maximilien Ier du Saint-Empire)
- Die Aramäer oder Syrer; ein kleiner Beitrag zur allgemeinen Weltgeschichte, 1791. (sur les Araméens ou Syriens ; un article sur l'histoire générale du monde)
- Historische und litterarische Aufsätze, 1801. (des essais historiques et littéraires)
- Geschichte der Herzogtümer Schleswig und Holstein, 1801-02. (histoire des duchés de Schleswig et Holstein)
- Geographische und historische Nachrichten, die Kolonien der Griechen betreffend, 1808, 1811. (des écrits historiques et géographiques sur la colonisation grecque)